# Borgoumont
Borgoumont est un hameau belge de la Région wallonne situé en province de Liège dans la commune de Stoumont.
Avant la fusion des communes, ce hameau faisait partie de la commune de La Gleize.

## Situation
Ce hameau ardennais se situe à 1,5 km de La Gleize en direction de Cour à une altitude de 330 mètres. Il se trouve sur le versant ouest et la rive droite du petit ruisseau de Borgoumont qui se jette un peu plus bas dans le Roannay.

## Description
Entouré de pâtures et jouxtant la forêt, Borgoumont se compose principalement de fermes et fermettes construites en grès d'Ardenne ou en brique. Certaines comportent des colombages. On trouve aussi quelques constructions plus récentes.

## Ancien sanatorium

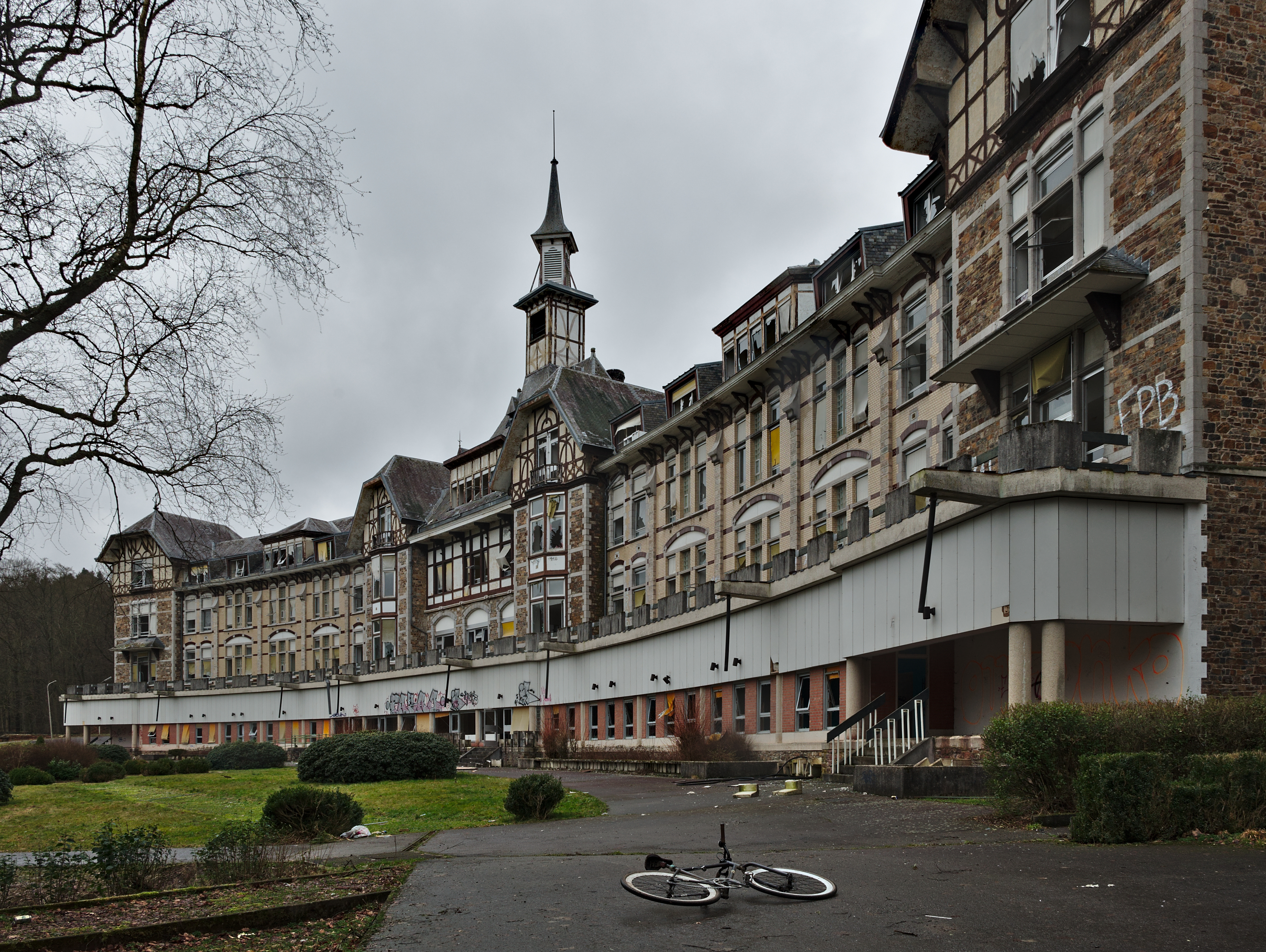
Sanatorium du Basil à l'abandon

Construit à partir de 1900 à l’initiative du directeur du laboratoire bactériologique de la province de Liège Ernest Malvoz, le sanatorium de Borgoumont accueillit ses premiers patients en 1903.
Il a servi de centre Fedasil pour les demandeurs d'asile entre 2010 et 2013 et fonctionne actuellement comme maison de repos et de soins dépendant du Centre hospitalier Pelzer la Tourelle de Verviers. 
Situé au-dessus du hameau, dans une clairière au milieu des bois à une altitude de 420 mètres, cet imposant immeuble d'une longueur d'environ 150 mètres est orienté plein sud et son architecture concave augmente l'absorption de la chaleur, de l'air et de la lumière indispensables à la thérapie soignant la tuberculose. Il est construit en moellons de grès et colombages avec pierres de taille en angles. On note aussi la présence d’un petit clocher dressé au milieu du bâtiment. À l'entrée du domaine, se trouve une construction originale en grès, colombages et ardoises traversée par la route d'accès à l'ancien sanatorium.